# Rabiu Afolabi
Rabiu Afolabi (Osogbo, Osun, Nigeria, 18 de abril de 1980) es un exfutbolista nigeriano que jugaba de defensa.

## Trayectoria
Abandonó su país para jugar en el Standard de Lieja belga, tras participar en la Meridian Cup de 1997. Firmó en el Napoli italiano en la temporada 2000-01, pero al no entrar en el primer equipo, volvió a Bélgica al final de la misma. Dos años después se mudó al Austria de Viena, donde permaneció hasta 2005. Su siguiente equipo fue el Sochaux-Montbéliard francés. En el verano de 2009 volvió a Austria para firmar con el Red Bull Salzburgo. En el verano de 2011 fue transferido al Monaco, recién descendido a la Ligue 2. En marzo de 2013, tras casi un año sin jugar, fichó por el Sønderjyske danés, donde se retiró ese mismo año.

## Selección nacional
En 1997 ganó la Meridian Cup con la selección juvenil de Nigeria. Participó en la Copa África Sub-20 de 1999, marcando dos goles ante Camerún en la semifinal; Nigeria sin embargo terminó segunda tras perder por 0 a 1 ante el organizador, Ghana. Capitaneó la selección nigeriana en la Copa Mundial Sub-20 de 1999, realizada en su país.
Su debut en la selección mayor fue en las clasificatorias afriacanas al Mundial de Corea y Japón de 2002, en el partido en que Nigeria se enfrentó a Sierra Leona, el 17 de junio de 2000. Jugó en el equipo de Nigeria en el mundial de Corea y Japón, en 2002, y en el de Sudáfrica, en 2010.

### Participaciones en Copas Africanas
| Mundial                        | Sede  | Resultado        |
| ------------------------------ | ----- | ---------------- |
| Copa Africana de Naciones 2008 | Ghana | Cuartos de final |

### Participaciones en Copas del Mundo
| Mundial                        | Sede                  | Resultado      |
| ------------------------------ | --------------------- | -------------- |
| Copa Mundial de Fútbol de 2002 | Corea del Sur y Japón | Fase de grupos |
| Copa Mundial de Fútbol de 2010 | Sudáfrica             | Fase de grupos |

## Clubes
| Club                      | País      | Año         |
| ------------------------- | --------- | ----------- |
| NEPA Lagos F. C.          | Nigeria   | 1996 - 1997 |
| Standard de Lieja         | Bélgica   | 1997 - 2000 |
| S. S. C. Napoli           | Italia    | 2000 - 2001 |
| Standard de Lieja         | Bélgica   | 2001 - 2003 |
| F. K. Austria de Viena    | Austria   | 2003 - 2005 |
| F. C. Sochaux-Montbéliard | Francia   | 2005 - 2009 |
| F. C. Red Bull Salzburgo  | Austria   | 2009 - 2011 |
| A. S. Monaco F. C.        | Mónaco    | 2011 - 2012 |
| SønderjyskE Fodbold       | Dinamarca | 2013        |

## Palmarés

### Campeonatos nacionales
| Título              | Club                      | País    | Año         |
| ------------------- | ------------------------- | ------- | ----------- |
| Supercopa austríaca | F. K. Austria de Viena    | Austria | 2003        |
| Supercopa austríaca | F. K. Austria de Viena    | Austria | 2004        |
| Copa de Austria     | F. K. Austria de Viena    | Austria | 2004 - 2005 |
| Copa de Francia     | F. C. Sochaux-Montbéliard | Francia | 2006 - 2007 |
| Bundesliga          | F. C. Red Bull Salzburgo  | Austria | 2009 - 2010 |